# Veerappan
Koose Muniswamy Veerappan (Tamil: வீரப்பன்) (18 januari 1952 - 18 oktober 2004) was een Indiase misdadiger die zich schuldig maakte aan stroperij, smokkel onder andere in ivoor, ontvoering en moord. Hij wordt verantwoordelijk gehouden voor de dood van 120 mensen, onder wie 44 politieagenten.
Hij opereerde met zijn organisatie vanuit het slecht toegankelijke berggebieden van de Indiase staten Kerala Karnataka en Tamil Nadu. Doordat hij enerzijds een grote populariteit onder de arme bevolking genoot en een soort Robin Hood-status cultiveerde en anderzijds waarschijnlijk een groot aantal politici en politiefunctionarissen omkocht, wist hij jarenlang uit handen van de autoriteiten te blijven.
In 2000 werd Veerappan in heel India bekend doordat hij de filmster Rajkumar ontvoerde. Hij liet hem na drie maanden weer vrij.
Op 18 oktober 2004 werd hij tijdens een vuurgevecht in het Dharmapuridistrict door een speciaal politieteam gedood.